# كايزر مارشال
كايزر مارشال (بالإنجليزية: Kaiser Marshall)‏ هو عازف جاز أمريكي، ولد في 11 يونيو 1899 في سافانا في الولايات المتحدة، وتوفي في 3 يناير 1948 في نيويورك في الولايات المتحدة.

## وصلات خارجية
- كايزر مارشال على موقع ميوزك برينز (الإنجليزية)
- كايزر مارشال على موقع أول ميوزيك (الإنجليزية)
- كايزر مارشال على موقع أول ميوزيك (الإنجليزية)
- كايزر مارشال على موقع ديسكوغز (الإنجليزية)